# 回避性/限制性摄食障碍
迴避 / 節制型攝食症（英語：Avoidant/restrictive food intake disorder）是一種進食障礙，患者通常只吃很少量或特定的食物。它通常會導致體重下降、營養不良或社會心理問題。 有些患者無法與他人一起進食。雖然迴避 / 節制型攝食症通常與體重過輕有關，但它可能發生在任何體重的人身上。
迴避 / 節制型攝食症的風險因素包括自閉症、焦慮、強迫症及注意力不足過動症(ADHD). 它也可能由食物的感官特性，如氣味、質地、對窒息及嘔吐的恐懼，或食慾不症所觸發。 迴避 / 節制型攝食症的診斷基於特定標準。 與神經性厭食症及神經性貪食症不同，迴避 / 節制型攝食症並不涉及對體型的擔憂或減輕體重的渴望。 它與食物匱乏或宗教習俗無關。
受迴避 / 節制型攝食症影響者可能需要腸內餵食或營養補充品。 其治療通常採認知行為療法。 家庭治療和營養師的支持也可能有幫助。 截至2024年，尚無高品質證據支持的藥物治療。 長期預後尚不明確。
據估計顯示，迴避 / 節制型攝食症在15歲人群中的發生率約為千分之三 。疾病通常始於幼兒時期，並在成年後變得較不常見。 男性及女性受影響的頻率相似。 迴避 / 節制型攝食症於2013年首次被納入精神病學協會分類和診斷手冊第五版 (DSM-5)，它擴展並取代了先前版本的嬰幼兒餵食障礙診斷。 隨後於2022年，迴避 / 節制型攝食症被納入世界衛生組織醫療分類名單第十一版 (ICD-11)。